# 갈색울보카푸친
갈색울보카푸친 또는 베네수엘라갈색카푸친(Cebus brunneus)은 꼬리감는원숭이과에 속하는 신세계원숭이의 일종이다. 가냘픈꼬리감는원숭이속에 속하는 베네수엘라 고유종이지만, 일부 자료에서는 트리니다드섬에서도 서식하는 것으로 추정하고 있다.

## 분류학
이전에는 갈색울보카푸친을 트리니다드흰이마카푸친(Cebus albifrons trinitanus)과 기니울보카푸친(C. olivaceus)으로 간주했고, 1981년에 일부 분류학자들은 갈색울보카푸친을 콜롬비아흰얼굴카푸친(C. capucinus)과 동일 종일 가능성이 있다고 해석했다.부블리(Boubli)와 미터마이어(Mittermeier), 라이랜즈(Rylands)는 2008년 IUCN 적색 목록 평가를 작성하면서 갈색울보카푸친 분류군을 C. olivaceus ssp. brunneus로 간주하여 기아나울보카푸친의 아종으로 분류했다. 2012년 부블리 등이 갈색울보카푸친의 미토콘드리아 DNA에서 상당한 차이가 발견하여 이를 별도의 종으로 인정했고, 단일 표본의 미토콘드리아 유전자를 근거로 트리니다드흰이마카푸친(C. trinitatis)을 이명으로 지정했다. 그러나 연구에 사용된 갈색울보카푸친 표본에 대한 후속 형태학적 검사에서 실제 갈색울보카푸친의 모식 표본과 다르다는 것이 밝혀졌다. 미국 포유류학회는 여전히 트리니다드카푸친을 갈색울보카푸친과 동일 종으로 인정하지만 ITIS는 이를 훔볼트흰이마카푸친의 아종으로 인정한다.

## 특징
갈색울보카푸친은 갈색의 두꺼운 털을 가지고 있으며 이마에 어두운 섹깔의 쐐기 모양 털이 있고 얼굴과 뺨, 턱이 더 밝다. 머리부터 몸까지 몸길이는 약 42cm이고 꼬리 길이는 44cm이다.
흰이마카푸친으로 알려진 다양한 종은 구별하기가 극히 어렵고, 서로 다른 분류군이 만나는 곳에서 서로 교배하는 것처럼 보이며, 다른 세부 분류군도 별개로 인식된다. 갈색울보카푸친은 흰얼굴카푸친과 동종일 수 있는데, 이는 종종 신체적으로 확실하게 구별할 수 없다.

## 분포 및 서식지
베네수엘라 북부 코르디예라 데 라 코스타 산맥의 다양한 숲과 서부 베네수엘라 야노스의 건조 반낙엽수림과 숲, 그리고 트리니다드에 서식한다(트리니다드흰이마카푸친이 이명이라는 가정 하에).

## 도구 사용
트리니다드흰이마카푸친원숭이는 나무 구멍에서 물을 마시기 위해 잎을 컵처럼 사용하는 모습이 관찰되었다. 사용된 잎은 이전에 잎 모양을 바꾸어 변형된 형태였다. 한 번 사용한 잎은 버리기 때문에, 다시 방문할 때는 다른 잎을 사용한다. 이러한 관찰 결과는 침팬지처럼 야생 카푸친원숭이도 먹이를 찾는 과정에서 도구를 만들고 사용하는 모습을 보여준다는 것을 시사한다.